# Campionati del mondo di ciclismo su strada 1996 - Gara in linea maschile Elite
La gara in linea maschile Elite dei Campionati del mondo di ciclismo su strada 1996 è stata corsa il 13 ottobre 1996 in Svizzera, con partenza ed arrivo a Lugano, su un percorso totale di 252 km. La gara fu vinta dal belga Johan Museeuw con il tempo di 6h23'50" alla media di 39,392 km/h. Completarono il podio lo svizzero Mauro Gianetti, secondo, e l'italiano Michele Bartoli, terzo.
Partenza con 151 ciclisti, dei quali 49 completarono la gara.

## Squadre e corridori partecipanti
| N.      | Cod. | Squadra         |
| ------- | ---- | --------------- |
| 1-13    | ESP  | Spagna          |
| 14-25   | ITA  | Italia          |
| 26-37   | FRA  | Francia         |
| 38-49   | SUI  | Svizzera        |
| 50-61   | BEL  | Belgio          |
| 62-72   | RUS  | Russia          |
| 74-85   | GER  | Germania        |
| 86-97   | DEN  | Danimarca       |
| 98-109  | NLD  | Paesi Bassi     |
| 110-115 | USA  | Stati Uniti     |
| 118-123 | GBR  | Regno Unito     |
| 125-130 | UKR  | Ukraina         |
| 133-134 | AUS  | Australia       |
| 143-145 | CZE  | Repubblica Ceca |

| N.      | Cod. | Squadra       |
| ------- | ---- | ------------- |
| 151-152 | AUT  | Austria       |
| 153-156 | POL  | Polonia       |
| 158-162 | PRT  | Portogallo    |
| 163     | KAZ  | Kazakistan    |
| 166-167 | SWE  | Svezia        |
| 168-169 | YUG  | Yugoslavia    |
| 170-171 | CAN  | Canada        |
| 172     | FIN  | Finlandia     |
| 173     | LTU  | Lituania      |
| 174     | SVN  | Slovenia      |
| 175     | NOR  | Norvegia      |
| 176     | SVK  | Slovacchia    |
| 177     | NZL  | Nuova Zelanda |

## Ordine d'arrivo (Top 10)
| Pos. | Corridore        | Squadra   | Tempo    |
| ---- | ---------------- | --------- | -------- |
| 1    | Johan Museeuw    | Belgio    | 6h23'50" |
| 2    | Mauro Gianetti   | Svizzera  | a 1"     |
| 3    | Michele Bartoli  | Italia    | a 29"    |
| 4    | Axel Merckx      | Belgio    | s.t.     |
| 5    | Richard Virenque | Francia   | a 30"    |
| 6    | Andrea Tafi      | Italia    | s.t.     |
| 7    | Laurent Jalabert | Francia   | a 1'26"  |
| 8    | Davide Rebellin  | Italia    | s.t.     |
| 9    | Tony Rominger    | Svizzera  | s.t.     |
| 10   | Bjarne Riis      | Danimarca | s.t.     |